# Roosevelt Sykes
Roosevelt Sykes (Elmar (Arkansas), 31 januari 1906 – New Orleans (Louisiana), 17 juli 1983) was een bluesmuzikant, -zanger, -pianist, -componist en boogiewoogiepianist.

## Biografie
Zijn vader is muzikant, net als zijn broers Walter, Wallie en Johnnie. Al vrij snel na zijn geboorte verhuist de familie naar St. Louis, om na een paar jaar naar Arkansas terug te keren. Roosevelt groeit op in het West Helenadistrict, waar hij op jonge leeftijd orgel speelt in de kerk. Hij leert zichzelf piano spelen en loopt als 12-jarige weg van huis om te gaan werken in barrelhouses en gokhuizen van West Helena.
In 1929 begint hij met het maken van platenopnames. Eerst voor het Okeh-label en later als begeleider van diverse blueszangers voor diverse labels in Chicago en Cincinnati. Hij gebruikt daarvoor diverse pseudoniemen als The Blues Man, Easy Papa Johnson, Willie Kelly, Dobey Bragg (de geboortenaam van zijn moeder) en de naam waarmee hij het bekendst zou worden: The Honeydripper. Naar verluidt had hij die naam te danken aan het enorme succes dat hij heeft bij de andere sekse.
Chicago biedt hem veel mogelijkheden, zodat hij zich vestigt in de Windy City. Tussen 1937 en 1941 werkt hij als talentscout voor Decca Records en reist hij veel door de VS, samen met St. Louis Jimmy. Zijn faam als bluespianist wordt almaar maar groter. Hij wordt een veelgevraagd begeleider voor andere artiesten, en is op veel opnames te horen.
- Bibsys: 3120466
- Biblioteca Nacional de España: XX1132206
- Bibliothèque nationale de France: cb13900224p (data)
- Gemeinsame Normdatei: 13453512X
- International Standard Name Identifier: 0000 0003 6841 2151
- Library of Congress Control Number: n88613448
- MusicBrainz: cacfff98-7a13-4a02-95ed-c3ba32306ab9
- Nationale Bibliotheek van Israël: 987007408577305171
- Nationale Bibliotheek van Polen: a0000003353085
- Nederlandse Thesaurus van Auteursnamen: 100941230
- Istituto Centrale per il Catalogo Unico: UBOV510312
- SNAC: w6ss4d62
- Système universitaire de documentation: 139921303
- Virtual International Authority File: 74038954
- WorldCat: E39PBJwX6CtgGPGBGhvkkJrQbd